# Reserva Natural de Varangu
A Reserva Natural de Varangu é uma reserva natural localizada no condado de Lääne-Viru, na Estónia.
A área da reserva natural é de 105 hectares.
A área protegida foi fundada em 1993 para proteger a flora da aldeia de Varangu (freguesia de Väike-Maarja). Em 2005, a área protegida foi designada como reserva natural.